# Wolfgang Gaitzsch
Wolfgang Gaitzsch (* 9. Juli 1949) ist ein deutscher provinzialrömischer und klassischer Archäologe.

## Leben und Wirken
Wolfgang Gaitzsch besuchte die Erweiterte Lessing-Oberschule in Döbeln und legte 1968 das Abitur ab. Er studierte an den Universitäten Jena und Hamburg und schloss als Diplom-Archäologe ab. Er arbeitete im Thüringischen Landesmuseum Weimar und nahm an Ausgrabungen in Thüringen teil. 
Nach seiner Übersiedlung in die Bundesrepublik war er für das Rheinische Landesmuseum Bonn unter Direktor Christoph B. Rüger tätig, wo er unter anderem an Grabungskampagnen in der Colonia Ulpia Traiana in Xanten teilnahm. Am Seminar für Vor- und Frühgeschichte der Universität Marburg wurde er 1979 mit der Dissertation Zur Typologie eiserner römischer Werkzeuge promoviert.
Wolfgang Gaitzsch war wissenschaftlicher Referent am Rheinischen Amt für Bodendenkmalpflege und dort unter anderem in den Außenstellen Titz-Höllen und Niederzier tätig.
Im Hambacher Forst war er von 1984 bis 2012 wissenschaftlicher Leiter der Ausgrabungen an den Fundplätzen 303 (1984), 425 (1990–1991), 206 (1991–1992), 224 (1992–1993), 125 (1996), 111 (1999), 127 (2002), 130 (2003–2005), 488 (2005–2009), 133 (2007) und 87 (2012).
2011 war er wissenschaftlicher Grabungsleiter bei der Ausgrabung des tiefsten Brunnens Europas aus der Steinzeit bei Bürgewald im Kreis Düren.
Wolfgang Gaitzsch lebt in Birgel.

## Schriften
- Römische Werkzeuge. Gesellschaft für Vor- und Frühgeschichte. Landesmuseum, Stuttgart 1978, DNB 790618575.
- Zur Typologie eiserner römischer Werkzeuge. Dissertation. Universität Marburg 1979.
Im Druck erschienen unter dem Titel
- Eiserne römische Werkzeuge. Studien zur römischen Werkzeugkunde in Italien und den nördlichen Provinzen des Imperium Romanum. 2 Bände. B.A.R., Oxford 1980, ISBN 0-86054-089-8.
- Antike Korb- und Seilerwaren. Gesellschaft für Vor- und Frühgeschichte. Landesmuseum, Stuttgart 1986, DNB 880080272.
- Römische Straße und preußische Meilensteine vor der Sophienhöhe bei Jülich. Neusser Druck und Verlag, Neuss 1992, ISBN 978-3-88094-724-5.
- Eisenfunde aus Pergamon. Geräte, Werkzeuge und Waffen. Mit einem Beitrag von Guntram Gassmann und Andreas Hauptmann  (= Pergamenische Forschungen Band 14). De Gruyter, Berlin 2005, ISBN 978-3-11-018240-8.
- Seitenblick. Von Almanach bis Zwiebelfisch. Mit Kalligrafien von Rolf Lock. Gaitzsch, Düren-Birgel 2014, DNB 1096254999.
- Die Brückenmühle in Waldheim. Schrift- und Bildzeugnisse aus vier Jahrhunderten. Gaitzsch, Birgel 2019, DNB 1187285811.

Artikel
Wolfgang Gaitzsch veröffentlichte Artikel in archäologischen Fachzeitschriften wie Antike Welt, Archäologie im Rheinland, Istanbuler Mitteilungen und Bonner Jahrbücher und in Schriftenreihen der Heimatforschung wie dem Jahrbuch des Kreises Düren.
- Das Matronenheiligtum von Eschweiler-Lohn, Kreis Aachen. In: Schriftenreihe des Eschweiler Geschichtsvereins. Band 4, 1981, S. 13–23.
- Der Wachsauftrag antiker Schreibtafeln. In: Bonner Jahrbücher. 184, 1984, S. 189–207, DNB 1066787867.
- Ergologische Bemerkungen zum Hortfund im Königsforst und zu verwandten römischen Metalldepots. In: Bonner Jahrbücher. 184, 1984, S. 379–400.
- Antike Seilerei. In: Antike Welt. 16, 2, 1985, S. 41–50, OCLC 777661373.
- Eine zweiteilige Kandare des späten Mittelalters aus Königshoven. In: Archäologie im Rheinland. 1988, S. 131–132, OCLC 1067533444
- Ein westeuropäisches Pferdegeschirr des späten 13. Jahrhunderts aus Pergamon. Söldner der Katalanischen Kompanie oder Genuesen auf dem Burgberg? Mit einem Anhang von Ulrich Zwicker, Karl Nigge, Erika Grembler: Metallanalyse der Beschläge. In: Istanbuler Mitteilungen. 37, 1987, S. 219–257.
- Geräte und Werkzeuge. In: Hans-Joachim Schalles, Charlotte Schreiter (Hrsg.): Geschichte aus dem Kies. Neue Funde aus dem Alten Rhein bei Xanten (= Xantener Berichte. Band 3). Habelt, Bonn 1993, ISBN 978-3-7927-1378-5, S. 83–102 (online).
- Römische Eisenfunde aus Jülich und Umgebung. In: Jülicher Geschichtsblätter. 66, 1998, S. 51–116.
- Spätrömische Glashütten im Hambacher Forst – Produktionsort der ECVA-Fasskrüge. Archäologische und naturwissenschaftliche Untersuchungen. In: Bonner Jahrbücher. 200, 2000, S. 83–242.
- Römisches Silbergeschirr aus Pattern bei Jülich. In: Guido von Büren, Erwin Fuchs (Hrsg.): Jülich. Stadt, Territorium, Geschichte. B.o.s.s-Dr.-und-Medien, Kleve 2000, ISBN 978-3-933969-10-1, S. 255–282.
- Die Via Belgica zwischen Elsdorf und Jülich. Aufschlüsse im Vorfeld des Braunkohlentagebaues Hambach. In: „Alle Wege führen nach Rom …“ Internationales Römerstraßenkolloqium Bonn. Rhein-Eifel-Mosel-Verlag, Pulheim 2004, ISBN 3-924182-63-9, S. 175–196.